# Tiro nos Jogos Olímpicos de Verão de 2012 - Fossa olímpica feminino

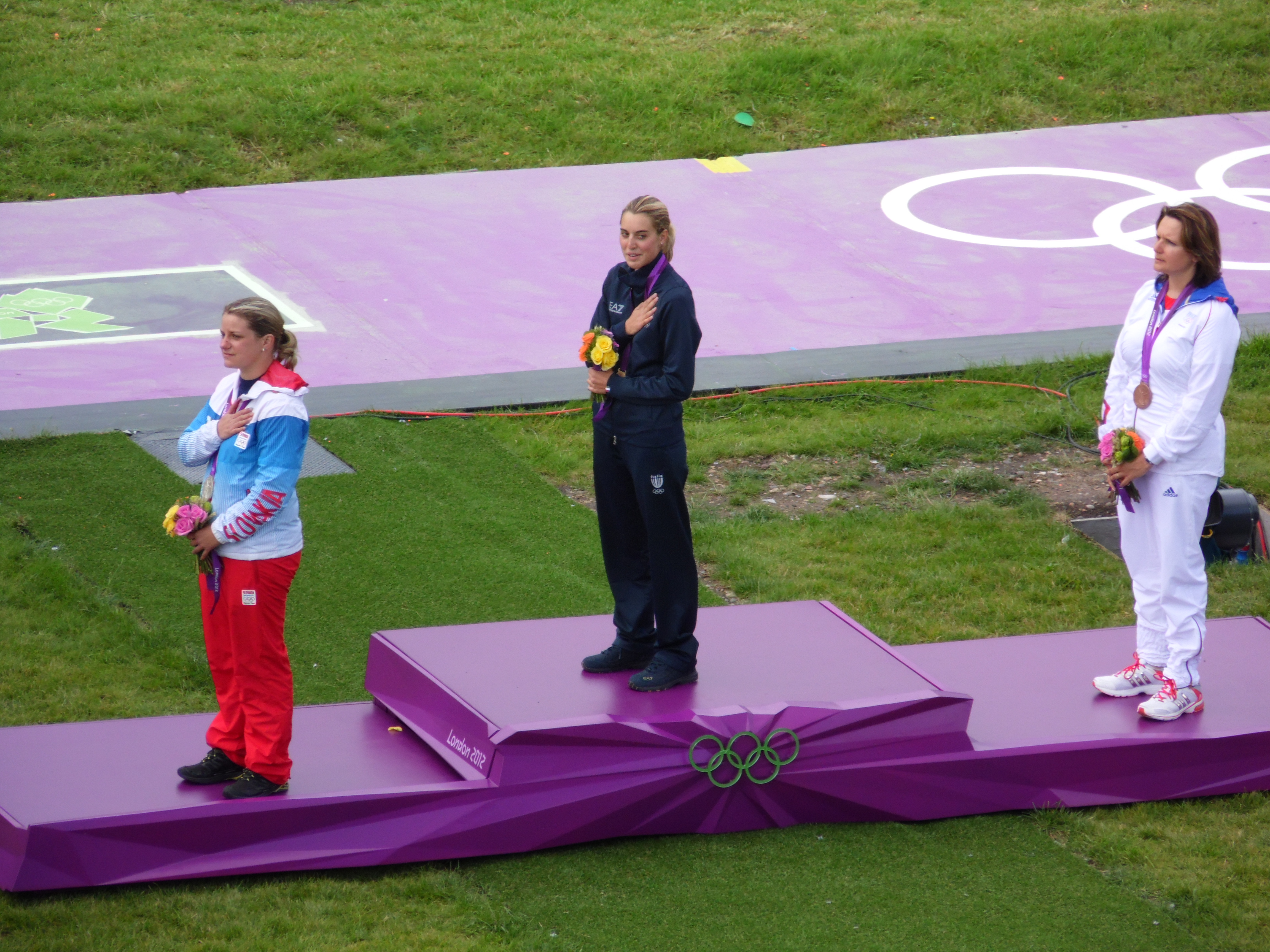
Medalhistas da fossa olímpica durante a cerimônia de premiação.

A prova da fossa olímpica feminino do tiro nos Jogos Olímpicos de Verão de 2012 foi disputada no dia 4 de agosto no Royal Artillery Barracks, em Londres.
22 atletas de 21 nações participaram do evento. A competição consistiu de duas rodadas (uma de qualificação e uma final). Na qualificação, cada atiradora poderia efetuar até dois disparos a cada alvo lançado, de um total de 3 séries de 25 alvos cada. As 6 melhores atiradoras desta fase avançaram à final. Nesta fase, as atiradoras efetuaram mais 25 disparos, apenas um para cada alvo. A soma total dos 100 disparos determinam o vencedor.
A medalhista de ouro foi Jessica Rossi, da Itália, além de quebrar o recorde mundial. A medalha de prata foi para a eslovaca Zuzana Štefečeková e o bronze para Delphine Réau, da França.

## Medalhistas
| Ouro   | ITA Jessica Rossi      |
| Prata  | SVK Zuzana Štefečeková |
| Bronze | FRA Delphine Réau      |

## Resultados

### Qualificação
| Pos. | Atleta                   | 1  | 2  | 3  | Total | Notas        |
| ---- | ------------------------ | -- | -- | -- | ----- | ------------ |
| 1    | ITA Jessica Rossi        | 25 | 25 | 25 | 75    | Q,           |
| 2    | SVK Zuzana Štefečeková   | 24 | 25 | 24 | 73    | Q            |
| 3    | AUS Suzanne Balogh       | 24 | 23 | 25 | 72    | Q            |
| 4    | FRA Delphine Réau        | 25 | 25 | 22 | 72    | Q            |
| 5    | SMR Alessandra Perilli   | 25 | 24 | 22 | 71    | Q            |
| 6    | ESP Fátima Gálvez        | 23 | 25 | 22 | 70    | Q, S-off: 12 |
| 7    | FIN Satu Mäkelä-Nummela  | 22 | 24 | 24 | 70    | S-off: 11    |
| 8    | RUS Elena Tkach          | 23 | 22 | 25 | 70    | S-off: 6     |
| 9    | USA Kimberly Rhode       | 23 | 21 | 24 | 68    |              |
| 10   | TPE Lin Yi-chun          | 22 | 23 | 22 | 68    |              |
| 11   | USA Corey Cogdell        | 25 | 22 | 21 | 68    |              |
| 12   | CHN Liu Yingzi           | 23 | 22 | 22 | 67    |              |
| 13   | TUR Nihan Kantarcı       | 24 | 21 | 21 | 66    |              |
| 14   | LTU Daina Gudzinevičiūtė | 24 | 22 | 20 | 66    |              |
| 15   | JPN Yukie Nakayama       | 20 | 23 | 22 | 65    |              |
| 16   | GBR Charlotte Kerwood    | 22 | 19 | 23 | 64    |              |
| 17   | GER Sonja Scheibl        | 20 | 22 | 22 | 64    |              |
| 18   | LIB Ray Bassil           | 22 | 22 | 20 | 64    |              |
| 19   | KOR Kang Gee-Eun         | 19 | 22 | 21 | 62    |              |
| 20   | IND Shagun Chowdhary     | 23 | 17 | 21 | 61    |              |
| 21   | MAR Yasmina Mesfioui     | 17 | 24 | 20 | 61    |              |
| 22   | NAM Gaby Ahrens          | 20 | 21 | 18 | 59    |              |

### Final
| Pos.              | Atleta                 | Qual. | Final | Total | Notas    |
| ----------------- | ---------------------- | ----- | ----- | ----- | -------- |
| Medalha de ouro   | ITA Jessica Rossi      | 75    | 24    | 99    | ,        |
| Medalha de prata  | SVK Zuzana Štefečeková | 73    | 20    | 93    | S-off: 3 |
| Medalha de bronze | FRA Delphine Réau      | 72    | 21    | 93    | S-off: 2 |
| 4                 | SMR Alessandra Perilli | 71    | 22    | 93    | S-off: 1 |
| 5                 | ESP Fátima Gálvez      | 70    | 17    | 87    |          |
| 6                 | AUS Suzanne Balogh     | 72    | 15    | 87    |          |

Legenda
| Recorde mundial      | Recorde mundial (World record)               |                       | Recorde africano                      | Recorde africano (African) |                                           | Q | Classificado por posição (Qualified) |
| Recorde olímpico     | Recorde olímpico (Olympic record)            | Recorde da América    | Recorde da América (Americas)         | q                          | Classificado por melhor tempo (Qualified) |   |                                      |
| Melhor marca do ano  | Melhor marca do ano (World leading)          | Recorde asiático      | Recorde asiático (Asian)              | DNS                        | Não largou (Did not start)                |   |                                      |
| Recorde nacional     | Recorde nacional (National record)           | Recorde europeu       | Recorde europeu (European)            | DNF                        | Não terminou (Did not finish)             |   |                                      |
| Recorde pessoal      | Recorde pessoal do atleta (Personal best)    | Recorde da Oceania    | Recorde da Oceania (Oceania)          | DSQ / DQ                   | Desclassificado (Disqualified)            |   |                                      |
| Recorde da temporada | Recorde da temporada do atleta (Season best) | Recorde sul-americano | Recorde sul-americano (South America) | NM                         | Sem marca (No mark)                       |   |                                      |